# 맷 모리스
매튜 크리스천 모리스(Matthew Christian Morris, 1974년 8월 9일 ~ )는 전 메이저 리그 베이스볼 우완 선발 투수이다. 통산 기록은 121승 92패, 평균자책점 3.98, 탈삼진 1205개이다.